# 芹澤清

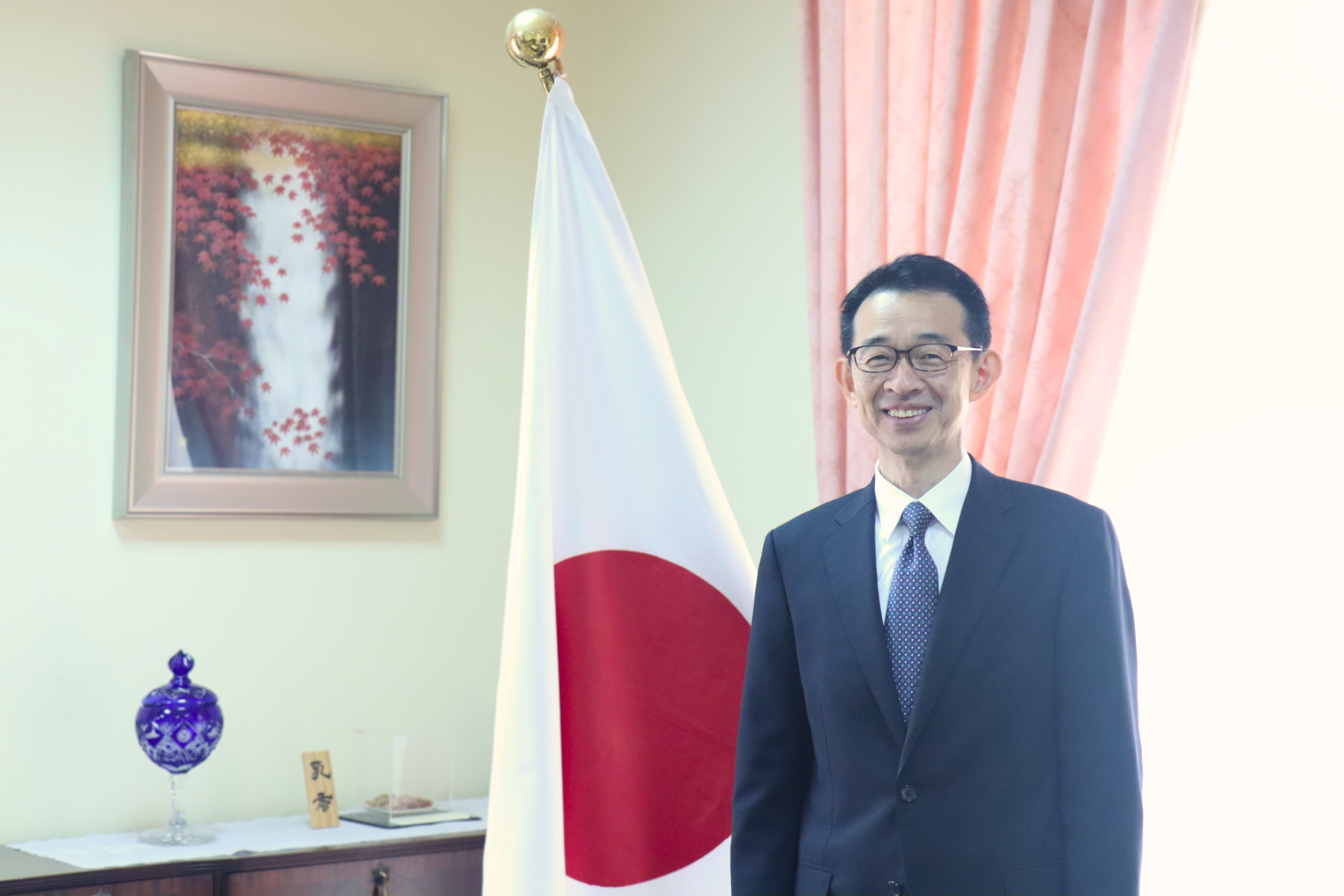
2025年

芹澤 清（せりざわ きよし、1964年3月18日 - ）は、日本の防衛官僚。駐オマーン特命全権大使。

## 人物
東京都出身。麻布高等学校を経て、東京大学法学部卒業。

## 略歴
- 1986年：防衛庁入庁、長官官房総務課
- 1991年4月：経理局会計課予算・決算班部員
- 1993年4月：調達実施本部輸入課有償援助調達専門官
- 1995年9月：装備局管理課防衛産業調査企画班部員
- 1996年7月：防衛局防衛政策課政策第2班部員
- 1998年6月：防衛局防衛政策課総括班長部員
- 1999年7月：装備局航空機課部員
- 2000年7月：防衛局防衛政策課部員
- 2003年1月：長官官房秘書課付（英国防大学）
- 2004年：外務省総合外交政策局軍縮・不拡散・科学部軍備管理軍縮課生物・化学兵器禁止条約室長
- 2005年：外務省総合外交政策局軍縮・不拡散・科学部軍備管理軍縮課長
- 2007年：防衛政策局日米防衛協力課長
- 2010年：経理装備局装備政策課長
- 2011年：内閣官房内閣参事官
- 2012年：防衛政策局防衛政策課長
- 2014年：中国四国防衛局長
- 2015年：内閣官房内閣審議官（国家安全保障局）
- 2016年：内閣衛星情報センター管理部長
- 2019年：防衛監察本部副監察監
- 2020年：大臣官房長
- 2022年：故安倍晋三国葬儀葬儀実行幹事会幹事[2]
- 2023年：防衛審議官[3]
- 2024年：退職、防衛省顧問[1]
- 2025年：駐オマーン特命全権大使[1]